# Кауппи, Лео Густавович
Лео Густавович Кауппи (при рождении Кауппинен; 4 февраля 1900 — 1938)  — финский борец, музыкант и автор песен. Самый популярный финско-американский певец 1920-х годов.
Кауппи родился в Котке, где он и его братья были известными борцами. Первоначально Кауппи не очень интересовался музыкой, но выступал на местных фестивалях в Котке. Он стал моряком и покинул свой корабль в канадской гавани в 1923 году. Позже он переехал в Детройт и в Нью-Йорк в 1924 году. Он и его жена Хильда Найман поселились в Бронксе, и Кауппи начал выступать в финско-американском зале на 126-й улице и в зале Тюён-Темппели на Пятой авеню.
В 1926 году он начал делать записи для Columbia Records. В основном он пел песни, написанные Тату Пеккариненом и Дж. Альфредом Таннером,, но некоторые из его песен были написаны им самим. Его самым большим успехом стал вальс Мерен ааллот, к которому он написал слова. Пластинка была сделана в декабре 1927 года и была продана тиражом 30 000 штук в США, Канаде и Финляндии. Это был самый успешный альбом Финляндии, пока в 1929 году не был выпущен альбом Туре Ара « Эмма . Среди других успешных записей Кауппи были Maailman Matti, Kuuliaiset Kottilassa, Emma, Sjöman Andersson и Herra Petteri.  Кауппи сделал свои первые четыре записи с аккордеонистом финского происхождения Вилли Ларсеном, но большая часть его записей была сделана с финско-американским музыкантом Антти Косола и его оркестром. Всего Кауппи записал 40 песен в период с сентября 1926 г. по март 1931 г.
Карьера Кауппи закончилась из-за Великой депрессии 1931 года. Вместе с примерно 6 000 американцев финского происхождения он и его жена переехали в Советскую Карелию. Жили в Петрозаводске, где Кауппи работал сварщиком и продолжал петь для местной радиостанции. Когда в 1937 году сталинский террор достиг Карелии, тысячи финнов были арестованы и казнены.  Кауппи был арестован в 1937 году и отправлен в трудовой лагерь в Советском Союзе на 10 лет. Он умер там в 1938 году. Хильда Кауппи была арестована в сентябре 1938 года и расстреляна под Петрозаводском.